# Oxypoda lividula
Oxypoda lividula är en skalbaggsart som beskrevs av Thomas Casey 1911. Oxypoda lividula ingår i släktet Oxypoda och familjen kortvingar. Inga underarter finns listade i Catalogue of Life.